# Swiftia kofoidi
Swiftia kofoidi is een zachte koraalsoort uit de familie Plexauridae. De koraalsoort komt uit het geslacht Swiftia. Swiftia kofoidi werd in 1909 voor het eerst wetenschappelijk beschreven door Nutting. 